# پانتوتوک (میسیسیپی)
پانتوتوک (به انگلیسی: Pontotoc) شهری در ایالت میسیسیپی کشور ایالات متحده آمریکا است که جمعیت آن در سرشماری سال ۲۰۱۰ میلادی، ۵٬۶۲۵
نفر بوده‌است.